# Spatalla nubicola
Spatalla nubicola är en tvåhjärtbladig växtart som beskrevs av Rourke. Spatalla nubicola ingår i släktet Spatalla och familjen Proteaceae. Inga underarter finns listade i Catalogue of Life.